# Ustasze
Ustasze – Chorwacki Ruch Rewolucyjny (chorw. Ustaša – Hrvatski revolucionarni pokret) – chorwacki skrajnie prawicowy ruch ultranacjonalistyczny, faszystowski, ultrakonserwatywny i klerykalny. Ustasze popierali utworzenie Wielkiej Chorwacji, mającej rozciągać się od rzeki Driny do granicy z Belgradem. Podkreślali potrzebę budowy „czystej rasowo” Chorwacji, propagowali prześladowania i ludobójstwo Serbów, Żydów oraz Romów. Byli jednocześnie nacjonalistami i fanatycznymi katolikami. Jako drugą, obok katolicyzmu, religię Chorwatów postrzegali islam Boszniaków.
Chorwacki Ruch Rewolucyjny powstał w 1930 roku. Przed II wojną światową, w walce o niepodległość kraju, sięgał po metody terrorystyczne. W kwietniu 1941 r. ustaszy powołano do rządzenia częścią Chorwacji okupowaną przez państwa Osi. Ich Niepodległe Państwo Chorwackie (Nezavisna Država Hrvatska, w skrócie NDH) było postrzegane jako protektorat włosko-niemiecki lub państwo marionetkowe nazistowskich Niemiec. Ustasze byli odpowiedzialni za holokaust na terenie NDH. Kierując się rasizmem zamordowali w obozach koncentracyjnych około trzysta tysięcy ludzi, głównie Serbów, Żydów i Romów. Ofiarami ich dyktatury padli również członkowie ruchu oporu oraz przeciwnicy polityczni rządu. Skrzydłami militarnym partii były Milicja Ustaszy (Ustaška vojnica) i Armia Niezależnego Państwa Chorwackiego. W walce z partyzantami jugosłowiańskimi ustasze kolaborowali z Niemcami i Włochami. Gdy na przełomie lat 1944–1945 wojska niemieckie wycofały się z Jugosławii, wielu działaczy ruchu uciekło za granicę. Część z nich pozostała w SFR Jugosławii, kontynuując walkę jako tzw. Krzyżowcy (Križari).

## Nazwa
Chorwackie słowo ustaša (liczba mnoga: ustaše) pochodzi od czasownika ustati, czyli „wstać”, „powstać”. W okresie istnienia Imperialnej Chorwackiej Domobrany (1868-1918) wchodzącej w skład wojska austro-węgierskiego, formacja pučki ustanak była odpowiednikiem niemieckiego i austriackiego landszturmu; nazwa ta odnosiła się do chorwackich pułków piechoty trzeciej klasy walczących podczas I wojny światowej.
Od ustati wywodzi się też ustanik (liczba mnoga: ustanici) co oznacza powstańca lub buntownika. Termin ustaša na początku istnienia Królestwa Jugosławii nie miał faszystowskich konotacji, zaś „ustanikami” zwano uczestników powstania w Hercegowinie z 1875 roku.
Pełna oryginalna nazwa organizacji pojawiła się w 1931 roku: Ustaša – Hrvatska revolucionarna organizacija lub UHRO, zaś w 1933 roku ugrupowanie zmieniło nazwę na Ustaša – Hrvatski revolucionarni pokret (Ustasze – Chorwacki Ruch Rewolucyjny) i pod tą nazwą działało do II wojny światowej.

## Korzenie ideologiczne
Ideologiczne korzenie chorwackiego nacjonalizmu ustaszy sięgają XIX-wiecznego chorwackiego działacza Ante Starčevicia. Starčević reprezentował nurt antyserbski i antyhabsburski, był orędownikiem jedności i niepodległości Chorwacji. Przewidywał on utworzenie Wielkiej Chorwacji, obejmującej tereny zamieszkiwane także przez Słoweńców, Serbów i Boszniaków. Uważał, że duża obecność Serbów na tych terenach jest winą dynastii Habsburgów i napływu grup takich jak Wołosi, którzy przyjęli prawosławie i określali się jako Serbowie. Starčević sympatią darzył Boszniaków, którzy jego zdaniem byli Chorwatami, którzy przyjęli islam w celach taktycznych, zapewniając sobie polityczną i ekonomiczną autonomię w okresie panowania Imperium Osmańskiego.
Ustasze promowali teorie Starčevicia usprawiedliwiając swoje żądania aneksji Bośni i Hercegowiny oraz uznania za Chorwatów zarówno katolików, jak i muzułmanów. Ustasze fałszywie ukazywali Starčevicia twierdząc, że jako liberał nigdy nie wspierał równości, równouprawnienia kobiet oraz przedstawiali go jako rasistę. Kolejną z koncepcji promowanych przez ustaszy była teoria Milana Šufflaya, który uważał, że Chorwacja przez wiele wieków była „jednym z najsilniejszych murów obronnych zachodniej cywilizacji”, dopóki tytuł ten nie został utracony po unii z Serbią w 1918 roku. Šufflay został zamordowany w Jugosławii w 1931 roku, przez zwolenników rządu Jugosławii. Ustasze wykorzystali tezy księdza Krunoslava Draganovicia, który twierdził, że wielu katolików w południowej Hercegowinie miało zostać nawróconych na prawosławie w XVI i XVII wieku. Miało to uzasadnić politykę przymusowego nawracania prawosławnych na katolicyzm praktykowaną w okresie rządów ustaszy.
Ruch znalazł się pod silnym wpływem faszyzmu włoskiego i nazizmu. Tytuł Ante Pavelicia, Poglavnik, oparty został na tytułach Duce Benito Mussoliniego i Führer  Adolfa Hitlera. Ustasze jako faszyści promowali gospodarkę korporacyjną. Pavelić i ustasze po wygnaniu ich z Jugosławii założyli swoje bazy we Włoszech. Pavelić był negocjatorem umów z faszystami włoskimi, według których ustasze tolerowali włoskie aneksje terytorium Dalmacji, a w zamian Włochy miały wesprzeć suwerenną i niezależną Chorwację. Poparcie Mussoliniego dla ustaszy związane było z podejściem pragmatycznym mającym na celu maksymalizację wpływów włoskich na Bałkanach. Po 1937 roku, gdy Niemcy remilitaryzowały Nadrenię, a pozycja Francji znacznie osłabła, w Jugosławii władzę sprawował quasi-faszystowski rząd Milana Stojadinovicia. Mussolini już przed 1939 rokiem porzucił poparcie dla ustaszy i dążył do poprawy stosunków z Jugosławią, obawiając się, że dalszy wrogi kurs wobec Jugosławii spowoduje włączenie jej do niemieckiej strefy wpływów. Upadek quasi-faszystowskiego rządu spowodował ponowne poparcie dla ustaszy i idei oderwania Chorwacji od Jugosławii. Chorwacja związana miała być z Włochami unią personalną. Nieufność Mussoliniego wobec ustaszy stopniowo rosła, włoski minister spraw zagranicznych hrabia Galeazzo Ciano zanotował w swoim dzienniku, że „Duce jest oburzony na Pavelicia, który twierdzi, iż Chorwaci są potomkami Gotów. Będzie to miało wpływ na wprowadzenie ich w niemiecką orbitę”.
Nazistowskie Niemcy początkowo nie popierały koncepcji niezależnej Chorwacji i nie wspierały ustaszy. Hitler podkreślał, że chciał „silnej i zjednoczonej Jugosławii”. Nazistowscy dygnitarze w tym Hermann Göring chcieli, aby Jugosławia była stabilna, a w czasie wojny oficjalnie neutralna. Miało to zapewnić Niemcom bezpieczny import jugosłowiańskich surowców. Część nazistów w czasie wojny, w tym Heinrich Himmler, miała ustaszom za złe to, że między III Rzeszą a NDH nie było pełnej zgodności co do eksterminacji Żydów. Ustasze oszczędzali bowiem Żydów nawróconych na katolicyzm, uznając ich za „honorowych Chorwatów”, a tym samym odstępując od ich prześladowań.

### Program polityczny i cele
W 1933 roku ustasze przedstawili „siedemnaście zasad”, które uformowały oficjalną ideologię ruchu. Zasady określały wyjątkowość narodu chorwackiego i deklarowały, że ludzie, którzy przez „krew” nie są Chorwatami będą wyłączeni z życia politycznego. W okresie rządów ustaszy narody uznane za „niepożądane” zostały poddane masowej zagładzie. Zasady wzywały do stworzenia nowego systemu ekonomicznego, który nie byłby ani kapitalistyczny, ani komunistyczny. Podkreślały znaczenie Kościoła katolickiego i patriarchalnego modelu rodziny jako środka do utrzymania ładu społecznego i moralności. Przez współczesnych historyków do określenia tego aspektu poglądów ustaszy nadane zostały terminy: „narodowy katolicyzm”, „polityczny katolicyzm”, „chorwacki katolicyzm”. W czasie rządów ustasze zakazali stosowania antykoncepcji i zaostrzyli przepisy przeciwko bluźnierstwu.
Pomimo korzeni w Chorwackiej Partii Praw ruch ustaszy nie odziedziczył chęci włączenia wszystkich mieszkańców ziem tzw. Wielkiej Chorwacji w skład Chorwacji. Zamiast tego ustasze przyjęli antyserbskie poglądy Josipa Franka. „Obce elementy” miały zostać usunięte z terytorium Chorwacji za pomocą przemocy. Nurt wykazywał rasistowskie podteksty, nigdy jednak nie opracował własnej ideologii rasistowskiej. Ruch starał się zdefiniować ideał rasowy Chorwatów, próbując uzasadnić istnienie odrębnego narodu chorwackiego, różniącego się od innych narodów Jugosławii. Rasowe tezy ustaszy były oparte na wcześniejszych tezach naukowców chorwackich, zajmujących się „antropologią rasową”. Ustasze uważali, że Chorwaci są częścią rasy adriatyckiej, odrzucali koncepcję, według której Chorwaci są przede wszystkim Słowianami, i twierdzili, że są oni w większym stopniu potomkami silniejszych ich zdaniem germańskich Gotów. Główną przeszkodą w zachowaniu niezależności Chorwacji mieli być Serbowie.
Ustasze wierzyli, że rząd musi być silny i autorytarny. Sprzeciwiali się demokracji parlamentarnej, marksizmowi i bolszewizmowi ze względu na ich ingerencję w życie rodzinne i gospodarcze oraz ich materializm. Ruch uznawał instytucje polityczne, takie jak partie i parlament, za szkodliwe i nienaturalne.
Ustasze za narodową religię Chorwatów uważali zarówno katolicyzm, jak i islam, początkowo wykluczając z tego grona prawosławie. Choć ustasze podkreślali znaczenie religii, uważali jednak, że naród jest ważniejszy od obrządku religijnego. Ustasze zakazali wyznawania „serbskiego prawosławia” i używali w stosunku do prawosławia terminu „wiara grecko-wschodnia”. Ustasze prześladowali też „starych katolików”, którzy nie uznali nieomylności papieża. Zamknięto, zniszczono i splądrowano cerkwie chrześcijańskie . Ustasze zmienili stanowisko wobec prawosławia w sierpniu 1941 roku, gdy NDH zaczęło akceptować tych Serbów, którzy nie posiadali związków politycznych z Serbią, mieli obywatelstwo chorwackie i byli Aryjczykami. 2 lipca 1942 roku założony został chorwacki kościół prawosławny, tym samym prawosławie stało się jedną z religii państwowych NDH. Ustasze stworzyli warunki, które musieli spełnić niechorwaccy muzułmanie, chcący zdobyć obywatelstwo NDH. „Muzułmańskich Serbów” można było uwięzić oraz zająć ich nieruchomości. „Muzułmańscy Serbowie” musieli zasłużyć na status Chorwata. Ustasze prześladowali Żydów, którzy praktykowali judaizm. Inaczej wyglądał ich stosunek do żydowskich konwertytów na katolicyzm, którym pozwalano otrzymać obywatelstwo chorwackie i honorowe obywatelstwo aryjskie, pozwalające odzyskać pracę, którą stracili z powodu wcześniejszych praktyk judaizmu.
Ruch był głęboko antykomunistyczny. Chwalił znaczenie państwa i podobnie jak inne partie faszystowskie teoretycznie opowiadał się za „trzecią drogą” i przeciwko gospodarce kapitalistycznej i komunistycznej. Podobnie jak w innych ruchach faszystowskich regionu promowano wyidealizowany ruch ludowy. Wzorcem modelu gospodarczego była Zadruga: wiejska społeczność regionalna. W ekonomii ustasze poparli utworzenie gospodarki korporacyjnej, uważali, że zgodnie z prawami naturalnymi istnieć musi własność prywatna, a mała część środków produkcji musi być wolna od kontroli państwa. Istotnym elementem ideologii ustaszy były pojęcia walki zbrojnej, zemsty i terroryzmu. Organizacja w propagandzie stylizowała się na elitę społeczeństwa, „anioły zemsty”, które dzięki przemocy wyzwolą naród chorwacki od ucisku.
W polityce społecznej, po przejęciu władzy w 1941 roku, ustasze starali się stworzyć faszystowski ideał społeczeństwa. Kobiety miały wrócić do prac domowych, mężczyźni mieli być nowymi ideałami faszyzmu, charakteryzującymi się brakiem miłosierdzia. Ruch stawiał na kult męskości i patriarchalny model społeczny. Członkowie społeczności powinni kierować się zasadami męskości i okrucieństwa. Rola kobiet miała zostać ograniczona do roli matki i żony, rezygnowano z emancypacyjnych postulatów epoki jugosłowiańskiej. Kobiety w państwie ustaszy nie miały prawa głosu i dostępu do wielu zawodów, otwartych dla nich w przedwojennej Jugosławii; musiały się poświęcić katolicyzmowi. Reżim potępiał aborcję pod karą śmierci dla matki i lekarza. Idealny mężczyzna w propagandzie znany był jako „Chorwacki Spartanin”. W wyniku niedoboru mężczyzn, wywołanego wojną, reżim musiał wprowadzić tymczasowe zwiększenie roli kobiet w życiu publicznym i zatrudnieniu.
Grupa, podobnie jak inne zbliżone ideowo organizacje tego okresu, wykazywała widoczne tendencje mistyczne, z licznymi odniesieniami do śmierci i przemocy. Wpływ ruchu był widoczny wśród studentów teologii i niższych warstw duchowieństwa. Według ustaszy wszyscy członkowie społeczeństwa powinni znosić okres cierpienia i smutku, naśladując cierpienie Jezusa. Każda forma przyjemności została zakazana, Chorwaci mieli prowadzić życie ascetów. Inicjacja członków partii odzwierciedlała symbolikę katolicką i kult przemocy. Ustasze klękali na ołtarzu, dźwigając na sobie krzyż, świecę, granat i sztylet. Po załamaniu się jedności ruchu jej członkowie dopuszczali się ekstremalnych okrucieństw wobec tych, których uznali za zdrajców, lub tych, którzy mieli zhańbić organizację. Ruch ustaszy w przeciwieństwie do innych ruchów okresu, nie był pobożny, lecz wykazywał cechy mistycznego nacjonalizmu religijnego. Wiarę i nacjonalizm łączono z tendencjami antyserbskimi. Samobójcze misje wojskowe uważano za heroiczne i traktowano jak ofiarę o charakterze religijnym. Katolicyzm uważany był za łącznika Chorwacji z Europą Zachodnią, symbol chorwackiej historii („tarcza chrześcijaństwa” przed Turkami). W okresie rządów ustasze próbowali narzucić Serbom religię katolicką. Rdzeń ruchu nie był jednak religijny, lecz nacjonalistyczny, antyserbski.
Teoretyczne podstawy ruchu nigdy nie były bogate, ani nie zostały spisane, niemniej jednak zbliżone były do innych ruchów nacjonalistycznych epoki.

## Historia

### Okres międzywojenny
W październiku 1928 roku, po zabójstwie lidera Chorwackiej Partii Chłopskiej Stjepana Radicia przez radykalnego czarnogórskiego polityka Punišę Račicia, na Uniwersytecie w Zagrzebiu założona została grupa młodzieży o nazwie Ruch Młodzieżowy Chorwatów. Na czele ruchu stał Branimir Jelić. Po zabójstwie w Zagrzebiu doszło do starć między nacjonalistyczną młodzieżą a jugosłowiańską policją. Rok później przez Jelicia do organizacji zaproszony został Ante Pavelić. Ruch rozpoczął publikację pisma „Hrvatski Domobran”. Ustasze wysłali swoich działaczy do Stanów Zjednoczonych, aby tam zyskali poparcie dla ruchu wśród chorwackich Amerykanów. Organizacja próbowała radykalizować umiarkowanych Chorwatów. Organizacja Radicia zaczęła stosować morderstwa, aby wzbudzić w kraju ferment. W 1929 roku ruch podzielił się na dwa rozbieżne nurty: grupę popierającą poglądy Pavelića, że tylko przemoc może ochronić interesy narodowe Chorwacji, oraz Chorwackie Stronnictwo Ludowe, prowadzone przez następcę Stjepana Radicia (zabitego lidera chłopskiego). Drugie ze stronnictw miało znaczne większe poparcie wśród społeczności chorwackiej.
Do rozwijania pisma Hrvatski Domobran przyłączyli się członkowie Chorwackiej Partii Prawa. W okolicach Bożego Narodzenia 1928 roku gazeta została zakazana przez jugosłowiańskie władze. W styczniu 1929 roku król zakazał działania narodowych partii politycznych, z kraju wygnane zostało radykalne skrzydło Partii Prawa, znaleźli się wśród nich Ante Pavelić, Gustav Perčec i Branimir Jelić. Grupa ta dołączyła do Chorwatów już przebywających na emigracji.
20 kwietnia 1929 roku Pavelić i inni ustasze podpisali wraz z członkami Macedońskiego Komitetu Narodowego w Sofii w Bułgarii wspólną deklarację doprowadzenia do uzyskania niepodległości przez Chorwację i Macedonię. W związku z podpisaniem deklaracji Sąd Ochrony Państwa w Belgradzie 17 lipca 1929 roku skazał Pavelicia i Perčeca na karę śmierci. Wygnańcy rozpoczęli proces organizacji poparcia wśród chorwackiej diaspory w Europie, Ameryce Północnej i Południowej. W styczniu 1932 roku nazwali swój ruch „Ustaša”. W listopadzie 1932 roku dziesięciu ustaszy prowadzonych przez Andrija Artukovića, wspartych przez czterech lokalnych sympatyków, zaatakowało placówkę żandarmerii w Brušani w Lice na obszarze Welebitu. Celem ataku było zastraszenie władz Jugosławii. Incydent ten określany jest czasami jako powstanie w Welebicie.
Specjalnością ustaszy były zamachy bombowe, takie jak na „Simplon-Orient-Express” (wiozący ministrów spraw zagranicznych Małej Ententy) w 1933 r. lub w rocznicę zjednoczenia l grudnia 1932 r. w Zagrzebiu. Jednym z najważniejszych działań ustaszy był zamach na króla Jugosławii, Aleksandra I. Organizatorem zamachu był Dido Kvaternik, a zabójcą Włado Czernozemski, członek Wewnętrznej Macedońskiej Organizacji Rewolucyjnej. Wkrótce po zamachu wszystkie organizacje związane z ustaszami, w tym Hrvatski Domobran, zostały zakazane w całej Europie. Pavelić i Kvaternik od października 1934 do marca 1936 roku przebywali we Włoszech. Po marcu 1937 roku, gdy Włochy i Jugosławia podpisały układ o przyjaźni, także we Włoszech zakazano działalności ustaszy. Wcześniej, już w 1927 roku, włoski rząd przedstawił ustaszom propozycję udzielenia im włoskiego poparcia. Pavelić był gotów poprzeć włoską propozycję ochrony w zamian za poparcie Rzymu dla mieszkańców Chorwacji, do Włoch trafić miała natomiast Dalmacja. Jugosłowiańscy ustasze w odróżnieniu od Pavelicia byli zwolennikami bliższych stosunków z Niemcami niż Włochami. Grupy ustaszy powstały również na Węgrzech, rządzonych przez autorytarną prawicę. Kolejna grupa ustaszy z Mladenem Lorkoviciem na czele osiedliła się w hitlerowskich Niemczech.
W niespełna rok organizacja rozpętała spiralę terroru, obejmującego zamachy, wykolejenia pociągów, zabójstwa i próby wywołania powstania. W 1931 roku ustasze zorganizowali pierwszy obóz treningowy za granicą, we włoskiej miejscowości Bovegno, korzystając przy tym z formalnej zgody rządu włoskiego. We Włoszech przeszkolonych zostało 500 rekrutów ustaszy. Zamach na króla nie tylko nie zniszczył struktury ustaszy, ale przyciągnął do nich grono sympatyków wśród chorwackiej młodzieży, szczególnie wśród studentów. W lutym 1939 roku, Mile Budak i Ivan Oršanić powołali nowe pismo, „Hrvatski Narod” („Lud Chorwacki”), które wspierało idee ustaszy i postulaty niepodległości Chorwacji. Ustasze składali się głównie z przedstawicieli klasy średniej, bośniackich i dalmatyńskich mnichów franciszkańskich oraz przestępców.

### II wojna światowa
Na początku 1940 roku włoski dyktator Mussolini spotkał się dwukrotnie z Paveliciem. Państwa Osi zaatakowały Jugosławię w dniu 6 kwietnia 1941 roku. Vladko Maček, przywódca Chorwackiego Stronnictwa Ludowego, najbardziej wpływowej partii chorwackiej, odrzucił niemieckie oferty utworzenia rządu. 10 kwietnia jeden z liderów ustaszy Slavko Kvaternik, przejął kontrolę nad policją w Zagrzebiu, w audycji radiowej oznajmił powstanie Niezależnego Państwa Chorwackiego (Nezavisna Država Hrvatska, NDH). W swoim oświadczeniu wezwał wszystkich Chorwatów do współpracy z nowymi władzami.
W tym czasie Pavelić i kilkuset ustaszy opuściło swoje obozy we Włoszech i przybyli do kraju 16 kwietnia, gdzie w Zagrzebiu Pavelić proklamował nowy rząd. Pavelić przyznał sobie tytuł „Poglavnik” – tytuł zbliżony znaczeniowo do niemieckiego „Führera”. Niezależne Państwo Chorwackie miało działać na terenach chorwackich „etnicznie i historycznie”, czyli na terenach dzisiejszych: Republiki Chorwacji (bez Istrii), Bośni i Hercegowiny i Syrmii. Kilka dni po ogłoszeniu niepodległości okupanci zmusili ustaszy do podpisania traktatu rzymskiego, w wyniku którego oddali oni część Dalmacji i Krk, Rab, Korčulę, Biograd, Szybenik, Split, Čiovo, Šoltę, Mljet, część Konavle i Zatokę Kotorską na rzecz Włoch. Niemcy i Włosi podzielili NDH na dwie strefy wpływów; ta na południowym zachodzie kontrolowana była przez Włochów, a druga – na północnym wschodzie – przez Niemców. W rezultacie NDH została włosko-niemieckim protektoratem. We wrześniu 1943 roku, po kapitulacji Włoch, NDH włączyło do swojego państwa wszystkie tereny utracone na rzecz Włoch zgodnie z traktatem rzymskim.

#### Oddziały ustaszy
Armia Niezależnego Państwa Chorwackiego składała się z szeregowców, którzy nie uczestniczyli w działalności ustaszy. W 1941 roku zorganizowano pięć (później 15) 700-osobowych batalionów, fanatycznej Milicji Ustaszy. Elitę oddziałów stanowić miały Czarny Legion i batalion poglavnika, których okrucieństwo bulwersowało nawet inne oddziały Osi.
27 kwietnia 1941 roku nowo utworzone jednostki armii ustaszy wymordowały w dużej mierze serbską społeczność Gudovaca w pobliżu Bjelovaru. Działalność wszystkich organizacji, które sprzeciwiały się lub mogły zagrozić ustaszom, została zakazana. Chorwackie Stronnictwo Ludowe zdelegalizowane zostało 11 czerwca 1941 roku. Ustasze od tamtego czasu próbowali zająć miejsce głównego przedstawiciela chorwackiego chłopstwa. Vladko Maček wysłany został do obozu koncentracyjnego Jasenovac, jednak później zwolniony ze względu na swą popularność i skazany na areszt domowy. Maček został później wezwany przez okupantów do poparcia rządów Pavelicia, ale odmówił. Na początku 1941 roku nakazano Żydom i Serbom opuścić niektóre części Zagrzebia.
6 czerwca 1941 roku Pavelić po raz pierwszy spotkał się z Adolfem Hitlerem. 22 lipca 1941 roku Mile Budak, późniejszy minister w rządzie Pavelicia, publicznie ogłosił rasową politykę państwa. W lecie tego samego roku jeden z szefów tajnej policji Vjekoslav „Maks” Luburić zaczął budować obozy koncentracyjne. Działania ustaszy w wioskach w całym regionie dynarskim wyraźnie zaniepokoiły Niemców i Włochów, wzbudzając strach nawet wśród okupantów. Według Srdja Trifkovića, już 10 lipca 1941 roku generał Wermachtu Glaise von Horstenau zgłaszał do niemieckiego dowództwa Oberkommando der Wermacht niezliczone zbrodnie popełnione przez ustaszy. Historyk Jonathan Steiberg opisujący zbrodnie ustaszy pisał m.in. o zabiciu serbskiej kobiety nożem kuchennym, wydłubaniu oczu, kastrowaniu i okaleczaniu ludzi. Nawet w raporcie do Reichsführera SS Heinricha Himmlera z dnia 17 lutego 1942 roku stwierdzono, że aktywność rebeliantów spowodowana jest okrucieństwami ustaszy przeciwko ludności prawosławnej. Według raportu ustasze mordowali w sposób bestialski, szczególnie osoby bezbronne, stare, kobiety i dzieci. Według raportu gestapo z rąk ustaszy w wyniku masakr i sadystycznych tortur zginęło około trzystu tysięcy prawosławnych.
We wrześniu 1942 roku utworzone zostały Brygady Defensywne Ustaszy. W 1943 roku Niemcy ponieśli znaczne straty na froncie wschodnim, a Włosi podpisali zawieszenie broni z aliantami, zostawiając przy tym znaczną ilość broni, którą partyzanci wykorzystali przeciwko okupantom i ustaszom. W 1944 roku Pavelić był niemal całkowicie uzależniony od jednostek ustaszy liczących wówczas 100 tys. żołnierzy. W listopadzie 1944 roku armia została przekazana bezpośrednim rozkazom ustaszy, a Siły Zbrojne NDH połączono z jednostkami ustaszy, tworząc osiemnaście oddziałów, obejmujących 13 oddziałów piechoty, dwa górskie, dwa szturmowe i jeden dywizjon zastępczy. Było też kilka jednostek pancernych.
Przez chwilę, 9 maja 1945 roku, gdy siły Osi próbowały uciec do Austrii, siły chorwackich kolaborantów zostały przekazane pod rozkazy grupy E niemieckiej armii. 9 maja uważany jest również za dzień wyzwolenia Jugosławii przez Armię Czerwoną i partyzantów. Bitwa o Poljane między Brytyjczykami i partyzantami Tito a jednostkami niemieckimi i ustaszami była ostatnią bitwą II wojny światowej na terenie Europy. Wielu kolaborantów, którzy zdołali uciec z Jugosławii do Austrii, zostało przez Brytyjczyków wycofanych do Jugosławii. Wydarzenia te znane są w historiografii jako sprawa Bleiburga, doszło wówczas do wielu samosądów dokonanych przez siły jugosłowiańskie na kolaborantach. Pavelić korzystając z pomocy zakonu franciszkanów uciekł w przebraniu mnicha i ukrył się w Austrii i Rzymie oraz frankistowskiej Hiszpanii, a następnie uciekł do Argentyny.

### Po wojnie
Po II wojnie światowej pozostałości ruchu ustaszy przeszły do podziemia lub z pomocą Kościoła rzymskokatolickiego i zwolenników ruchu uciekły do krajów takich jak Kanada, Australia, Niemcy Zachodnie, czy do państw w Ameryce Południowej. Niektórzy z nich kontynuowali walki z Jugosławią jako Križari („Krzyżowcy”).
Po porażce Niezależnego Państwa Chorwackiego, ruch przestał istnieć. Konflikty spowodowane brakiem niepodległego państwa chorwackiego rozdrobniły ustaszy na mniejsze frakcje. Ante Pavelić utworzył emigracyjny Chorwacki Ruch Wyzwoleńczy, do którego dołączyło się kilku byłych liderów NDH. Vjekoslav Vrančić założył Chorwacki Ruch Wyzwolenia i został przywódcą organizacji. Vjekoslav Luburić utworzył Narodowy Ruch Oporu. 9 kwietnia 1957 roku w pobliżu Buenos Aires Ante Pavelić został postrzelony przez czarnogórskiego Serba i byłego czetnika, Blagoje Jovovicia, ale przeżył zamach. W czasie zimnej wojny starsi członkowie ustaszy zaczęli być dotowani przez niektóre kraje zachodnie jako „bojownicy z komunizmem”.
Chorwaccy faszyści od 1945 roku dokonali dziesiątek ataków terrorystycznych, powodując wiele ofiar śmiertelnych. 

## Kościół katolicki i ustasze
Chorwaci przez reżim ustaszy uważani byli za ludzi pochodzenia germańskiego („Gotowie” i „Aryjczycy”) wyznający wiarę katolicką, Serbowie klasyfikowani byli w ustawodawstwie reżimu Pavelicia jako prawosławni i niearyjscy. Muzułmanie nie zostali uznani za odrębną społeczność. Gdy Wehrmacht pod dowództwem generała Edmunda Glaisego-Horstenaua zaatakował Jugosławię i proklamował formalną niepodległość Chorwacji, ustasze rozpoczęli ludobójstwo niektórych mniejszości narodowych (Żydów, Cyganów i Serbów). System zbudowany przez ustaszy, zwłaszcza na początku, uzyskał poparcie hierarchii i duchowieństwa katolickiego, uczestniczącego w niektórych zbrodniach ustaszy. Stopniowo duchowieństwo odsunęło się od ustaszy po wzmocnieniu przez nich tendencji antyjugosłowiańskich i nacjonalistycznych. Do ponownej poprawy stosunków na linii ustaszy i Kościoła doszło zimą 1941 roku, gdy reżim rozpoczął kampanię przymusowego nawracania na katolicyzm mniejszości prawosławnej.
16 kwietnia 1941 roku arcybiskup Alojzije Stepinac złożył wizytę Paveliciowi, zapisując po niej w dzienniku, że nowy przywódca „nie będzie tolerował cerkwi prawosławnej”. Na tej podstawie arcybiskup ocenił, że poglavnik jest „szczerym katolikiem”. Równie lojalnej współpracy z ustaszami Stepinac wymagał od episkopatu. Ante Pavelić otrzymał nawet błogosławieństwo od Stepinaca, w późniejszym czasie jednak Stepinac czuł się rozczarowany polityką reżimu NDH.
Część przywódców ruchu ustaszy edukację pobierała w katolickich seminariach. Duża część działaczy była pobożnymi katolikami, księża brali udział w niektórych organizacjach reżimu. Według niemieckich raportów księża katoliccy uczestniczyli w zbrodniach przeciwko Serbom. Inni kapłani, znajdujący się w mniejszości, współpracowali z partyzantami. Kościół katolicki przejmował budynki po cerkwiach prawosławnych na swoją własność. Hierarcha kościelny i minister w rządzie NDH Stepinac stwierdził, że w prawosławiu nie ma „ani moralności, ani zasad, ani prawdy, ani sprawiedliwości, ani uczciwości”. W marcu 1942 roku, w nieoficjalnej rozmowie z przedstawicielami rządu NDH w Watykanie, kardynał Tisserant stwierdził, że wie o tym, że franciszkanie brali udział w atakach na ludność prawosławną i niszczeniu cerkwi, potępiając zachowanie chorwackich duchownych.

## Prześladowania etniczne i religijne
Celem ustaszy było stworzenie etnicznie „czystej” Chorwacji, w Serbach zamieszkujących Chorwację, Bośnię i Hercegowinę widziano największą przeszkodę do osiągnięcia tego celu. Ministrowie reżimu: Mile Budak, Mirko Puk i Milovan Žanić w maju 1941 roku, ogłosili nową politykę realizacji etnicznie czystej Chorwacji, według planu:
1. Jedna trzecia Serbów ma być zabita,
2. Jedna trzecia Serbów ma być wydalona (czystki etniczne),
3. Jedna trzecia Serbów ma być przymusowo nawrócona na katolicyzm.

Rząd NDH współpracował z nazistowskimi Niemcami w Holokauście, realizując oprócz tego swoją wersję ludobójstwa na Serbach mieszkających w granicach państwa. Ustasze uchwalili prawa wzorowane na ustawach z III Rzeszy, a wymierzone w Żydów, Romów i Serbów, określanych jako wrogowie narodu chorwackiego. Serbowie, Żydzi, Romowie i chorwaccy antyfaszyści, w tym komunistyczni partyzanci, zostali internowani w obozach koncentracyjnych, z których największym był obóz Jasenovac. Dokładna liczba ofiar nie jest znana. Pod koniec wojny, Pavelić i ustasze twierdzili, że zgładzono 30 tys. Żydów, około 29 tys. Romów, i między 300 a 600 tys. Serbów.
Podręczniki historii w Socjalistycznej Federacyjnej Republice Jugosławii mówiły o liczbie ofiar obozu w Jasenovacu wynoszącej 700 tys. Według Centrum Szymona Wiesenthala (powołując się na Encyklopedię Holokaustu), ustasze zabili 500 tys., wydalili 250 tys. i zmusili do konwersji na katolicyzm 250 tys. Serbów. Zamordowano też tysiące Żydów i Romów. Muzeum Holokaustu USA twierdzi, że zginęło od 25 tys. do miliona Serbów, przy czym w Jasenovacu zabito od 25 do 700 tys. Serbów. Zdaniem muzeum najbardziej wiarygodną liczbą ofiar serbskich, zamordowanych w Jasenovacu, jest od 45 do 52 tys., a ogólna liczba Serbów zamordowanych przez ustaszy wynosi od 330 do 390 tys. osób.
Jasenovac Area Memorial, obecnie kierowany przez Slavka Goldsteina, posiada listę 59 188 nazwisk ofiar obozu, zebranych przez urzędników państwowych w Belgradzie w 1964 roku. Szacuje się, że lista zawiera od 60 do 75 procent wszystkich ofiar, a ogólną liczbę ofiar kompleksu szacuje się na od 80 do 100 tys. Poprzedni szef Memorial Area, Simo Brdar, szacuje liczbę ofiar obozu na 365 tys. Muzeum Holocaustu Belgradu przygotowało listę ponad 77 tys. nazwisk ofiar Jasenovaca. Obecna administracja rozszerzyła listę, obejmującą teraz około 80 tys. nazwisk.

### Obozy koncentracyjne

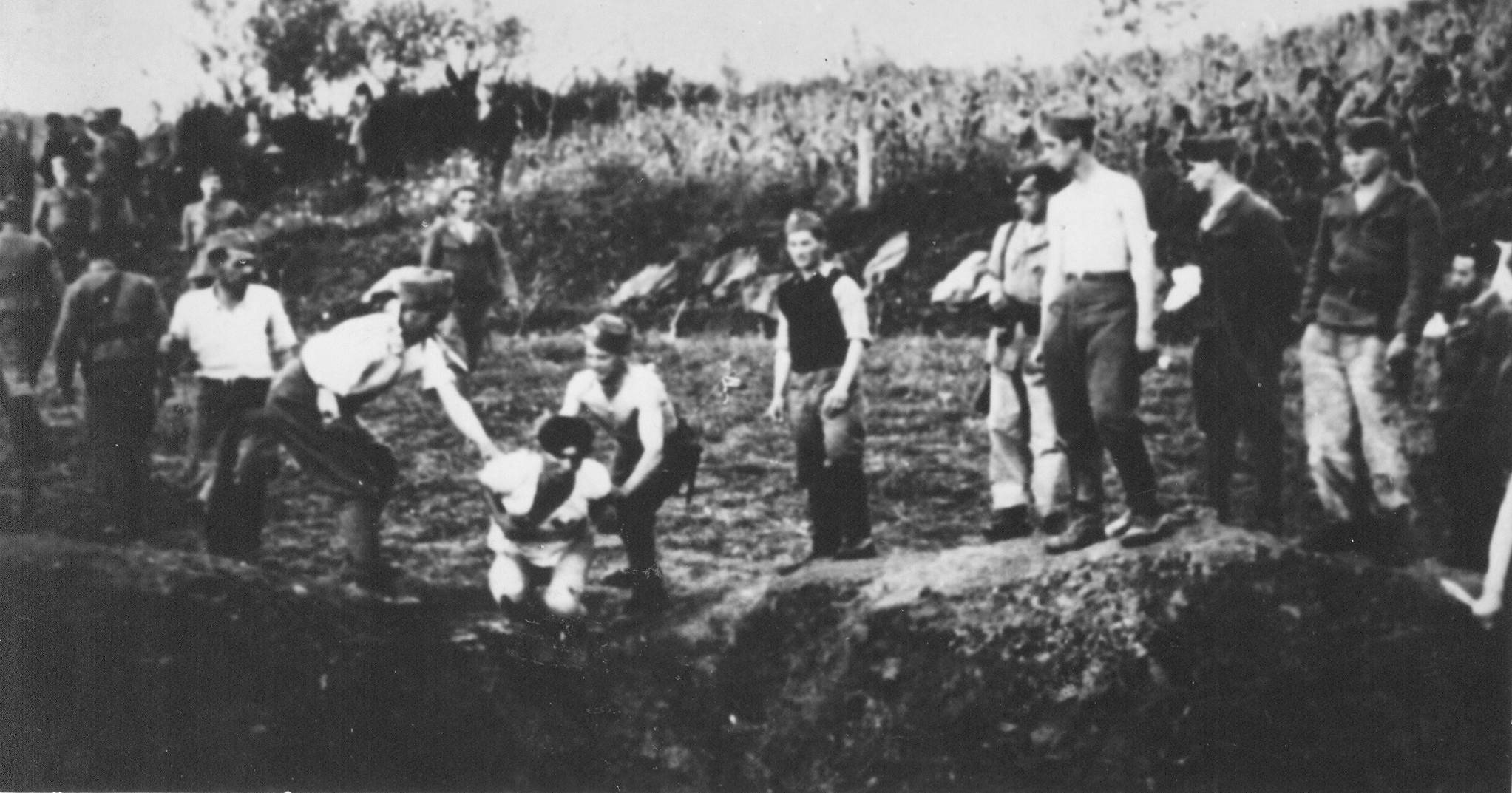
Egzekucja w obozie Jasenovac

Pierwsza grupa obozów koncentracyjnych powstała wiosną 1941 roku. Należały do nich:
- Danica w pobliżu Koprivnicy
- Pag
- Jadovno w pobliżu Gospicia
- Kruščica w pobliżu Vitezu i Travnika w Bośni
- Đakovo
- Loborgrad w Zagorju
- Tenja w pobliżu Osijeku

Sześć obozów zostało zamkniętych w październiku 1942 roku. Na ich miejsce powstał kompleks Jasenovac, zbudowany w okresie od sierpnia 1941 do lutego 1942 roku. Pierwsze dwa obozy, Krpje i Bročica, zostały zamknięte w listopadzie 1941 roku. Do końca wojny funkcjonowały trzy nowe obozy:
- Ciglana (Jasenovac III)
- Kozara (Jasenovac IV)
- Stara Gradiška (Jasenovac V)

Były też inne obozy w:
- Gospiciu
- Jastrebarsku między Zagrzebem i Karlovacem – obóz dla dzieci
- Kerestincu w pobliżu Zagrzebia
- Lepoglavie w pobliżu Varaždina

Liczba więźniów:
- od 80–100 tys. wokół 300–350 tys. nawet do 700 tys. w Jasenovacu
- około 35 tys. w Gospiciu
- około 8500 w Pagu
- około 3000 w Đakovie
- 1018 w Jastrebarsku
- około 1000 w Lepoglavie.